# Karl Joseph von Hefele
Karl Joseph von Hefele, född 15 mars 1809 i Unterkochen, död 5 juni 1893 i Rottenburg am Neckar, var en tysk kyrkohistoriker.
Hefele blev 1840 professor i romersk-katolska teologiska fakulteten i Tübingen och 1869 biskop i Rottenburg. Han var 1842–1845 ledamot av deputeradekammaren i Württemberg. Hans teologiska tänkande bestämdes huvudsakligen av Johann Adam Möhler: strävan att förena trohet mot romerska kyrkan med självständig vetenskaplig forskning, särskilt på historiens område. 
Hefeles förstlingsarbete, Die Einführung des Christenthums im südwestlichen Deutschland (1837), var ett avgjort framsteg i den katolska kyrkohistoriska forskningen. I hans monografi Kardinal Ximenes (1844; andra upplagan 1851) sätts den spanska kyrkoreformen med inkvisitionen som idealet för en sann kyrkans reformation. Genom Beiträge zur Kirchengeschichte, Archäologie und Liturgik (1864) kom den kristna arkeologin först till heders inom den katolska vetenskapen. 
Hefeles stora livsverk, Konciliengeschichte (sju band, 1855–1874; andra upplagan 1873–1879), kännetecknas av grundligt materialstudium, översiktlig framställning och jämförelsevis opartiskt bedömande, även om ståndpunkten är ensidigt romersk. 
Hefele deltog i första Vatikankonciliet 1869 och var en av de avgjordaste motståndarna till ofelbarhetsdogmen, både som talare vid mötet och genom att uppvisa, i skriften Causa honorii papæ (1870), att en påve av kyrkan fällts som kättare. Efter svår inre strid underkastade han sig dock 1871 konciliebeslutet.